# 731 Sorga
A 731 Sorga (ideiglenes jelöléssel 1912 OQ) a Naprendszer kisbolygóövében található aszteroida. Adam Massinger fedezte fel 1912. április 15-én.